# 安德烈·加蒂尼

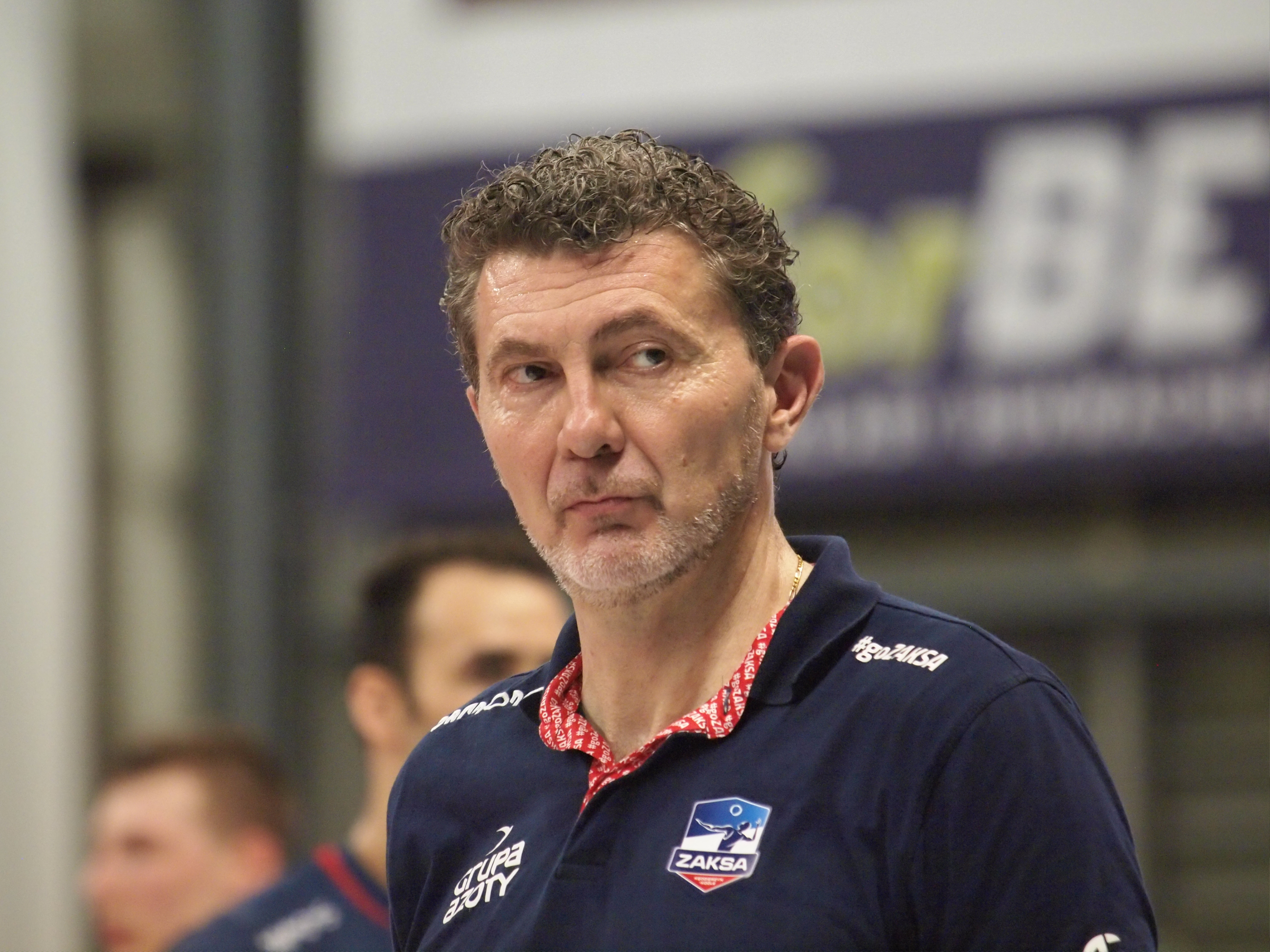
安德烈·加蒂尼

安德烈·加蒂尼（義大利語：Andrea Gardini，1965年10月1日—），意大利前男子排球運動員。他曾在奧運會上奪得獎牌，並且三次夺得世界排球錦標賽的冠軍。他現在是俄罗斯女排国家队的教練。